# Administrative Neuordnung in Portugal 2013

Verwaltungsgliederung Portugals (Festland)

Die administrative Neuordnung in Portugal 2013 (orig.: Reorganização administrativa do território das freguesias) ist ein Gesetz zur Neuregelung der Verwaltungsgliederung Portugals.
Es trat am 28. Januar 2013 als Gesetz Nummer 11-A/2013 in Kraft und wurde mit Wirkung zum 29. September 2013 umgesetzt. Ihm ging 2012 ein Gesetz zur grundsätzlichen Regelung einer kommunalen Gebietsreform voraus.
Das Gesetz entstand im Zusammenhang mit der anhaltenden Sparpolitik in Portugal.

## Umfang
Die vorliegende Gebietsreform in der Verwaltungsgliederung betrifft nur dessen unterste Stufe, die Freguesias (Gemeinden).
Sie gilt zunächst nur für Kontinentalportugal. Laut Artikel 18 des Gesetzes Nr. 22/2012 ist die vorgeschriebene kommunale Gebietsreform in den zwei autonomen Regionen dem jeweiligen Parlament der Autonomen Region Madeira und der Autonomen Region der Azoren anvertraut.
Die bisherige Zahl von 4259 portugiesischen Gemeinden wurde durch die Gebietsreform 2013 auf 3091 reduziert. Grundlage war das Gesetz 22/2012, das insbesondere in seinem Artikel 6 die Kriterien zur Auflösung und Zusammenlegung von Gemeinden nennt. So darf eine Gemeinde nicht weniger als 150 Einwohner haben. Das Gesetz nimmt dabei Kreise von der Pflicht zu Gemeindezusammenlegungen aus, die insgesamt weniger als vier Gemeinden haben, oder nach den Maßnahmen diese Mindestanzahl unterschreiten würden. Daneben gelten weitere Kriterien, insbesondere in Abhängigkeit von Bevölkerungszahl und -verteilung in den betreffenden Kreisen.
In Bezug auf die direkte Finanzierung der Gemeinden bestimmt das Gesetz ausdrücklich keine Kürzungen. So werden die Zuwendungen aus dem staatlichen Gemeindefinanzetat (Fundo de Financiamento das Freguesias, FFF) für jede neugeschaffene Gemeinde in genau der Höhe vorgeschrieben, die sich aus der Summe der Zuwendungen der bisherigen Gemeinden ergibt, die in ihr zusammengefasst werden.

## Verlauf

### Vorgeschichte

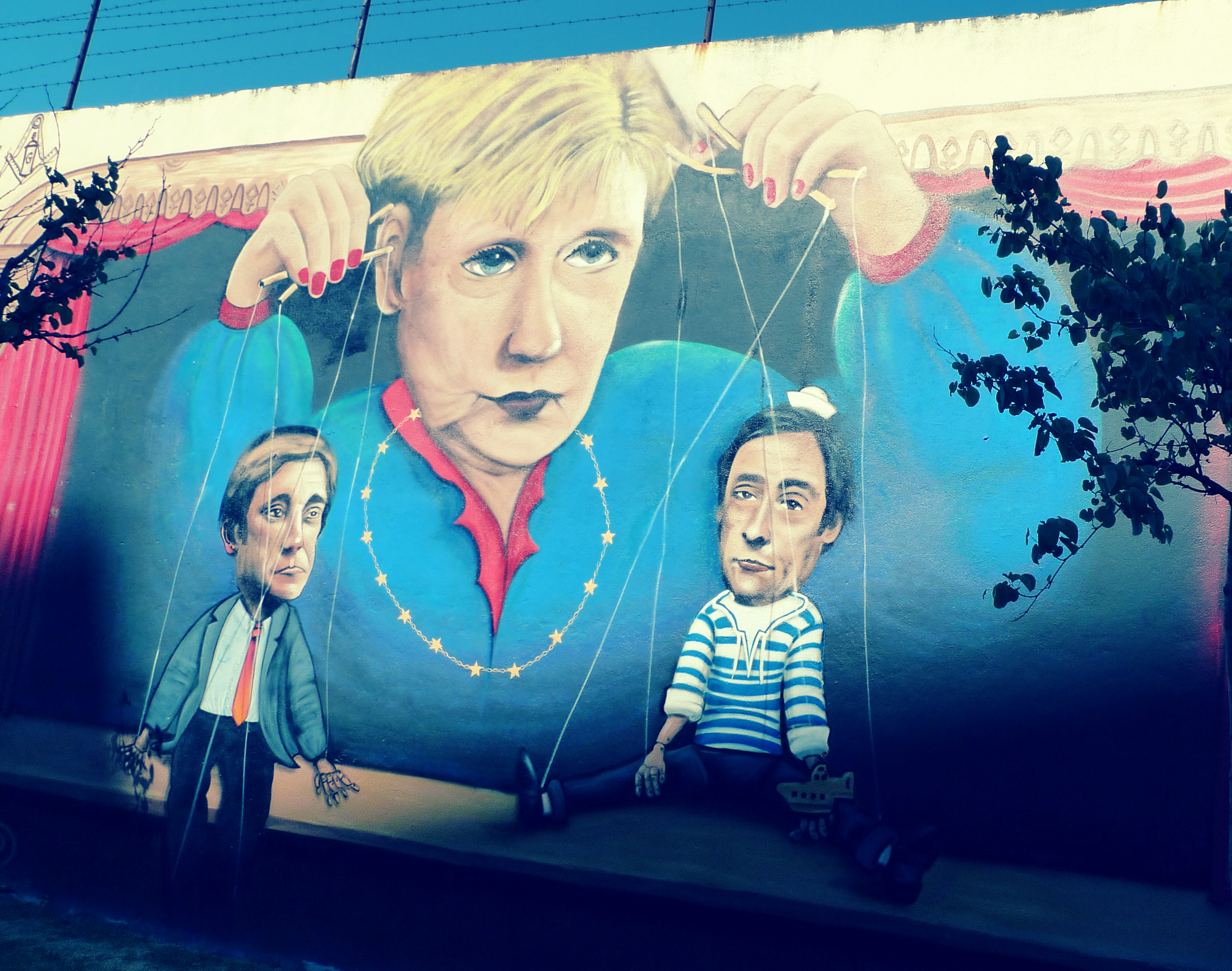
Wandgraffito in Lissabon

In Folge der internationalen Finanzkrise ab 2007 geriet auch Portugal in die Eurokrise. Der sozialistische Ministerpräsident José Sócrates reagierte darauf mit einer Politik der Austerität, deren drei Sparpakete zunehmende Massenproteste auslösten, bis hin zum Generalstreik am 24. November 2010. Nachdem das vierte Sparpaket 2011 keine Parlamentsmehrheit erhalten hatte, trat Sócrates zurück. Die vorgezogene Parlamentswahl in Portugal 2011 brachte die konservativ-liberale PSD unter dem neuen Ministerpräsident Pedro Passos Coelho an die Regierung. Sie beantrage umgehend EU-Hilfen im Rahmen des Euro-Rettungsschirms. Seither steht die EU-Troika in ständigen Verhandlungen mit der Regierung Portugals über Maßnahmen zur Konsolidierung des Staatshaushalts.
Eine der vielen, häufig umstrittenen Maßnahmen, die auf Vorschläge der Troika zurückgingen, war eine Reform der untersten Stufe der kommunalen Selbstverwaltung in Portugal. Dies führte im Vorfeld zu kontroversen Debatten im portugiesischen Parlament, in den Kommunen und in der Öffentlichkeit.
Nach heftigen Debatten innerhalb und außerhalb des Parlaments wurden mit dem Gesetz Nr. 22/2012 vom 30. Mai 2012 der rechtliche Rahmen, die Ziele und die Parameter einer administrativen Gebietsreform festgelegt. Es schreibt zum einen eine entsprechende Reform der Gemeinden (Freguesias) vor und regelt zum anderen eine zukünftige Reform der Kreise (Concelhos), die das Gesetz damit anregt.
Einige Stadtverwaltungen nahmen daraufhin erste Gemeindezusammenlegungen in Angriff. So nahm die Stadtverwaltung Lissabons erste Planungen auf, die zur späteren Reduzierung seiner 53 Stadtgemeinden auf 24 führten, und auch in einigen anderen Städten wurden erste Zusammenlegungen eingeleitet, meist gegen starke Widerstände der lokalen Verwaltungen, etwa im Seebad Figueira da Foz.

### Gesetzesvorlage
Das Gesetz Nr. 22/2012 legte in Artikel 13 die Unidade Técnica de Reorganização Administrativa, die Fachgruppe zur technischen Durchführung der Gebietsreform und ihre Zusammensetzung fest. Sie unterstand direkt dem Parlament und setzte sich aus fünf Vertretern des Parlaments, darunter der Parlamentspräsident, und Vertretern aller Ebenen der Verwaltungsgliederung Portugals zusammen. Artikel 14 des Gesetzes gab dann die Tätigkeiten und Ziele der Fachgruppe vor. Diese erarbeitete daraufhin eine Karte der Verwaltungsgliederung Portugals mit einer Reduzierung der bestehenden 4259 Gemeinden um 1165 Körperschaften. Die Karte war Grundlage der Gesetzesvorlage, die von Minister Miguel Relvas für die Regierungskoalition von PSD und CDS in das Parlament eingebracht wurde. Seit dem Frühjahr 2012 war der Minister für parlamentarische Angelegenheiten dabei mit seinen im Vorfeld diskutierten Plänen auf massiven Widerstand der lokalen Verwaltungen gestoßen, die wiederholt seinen Rücktritt forderten. Bis zur Verabschiedung der Gesetzesvorlage unterlag sie zahlreichen parlamentarischen Debatten und öffentlichen Anhörungen und Protesten, die sich auch gegen den Minister wendeten.

### Debatte und Proteste bis zur Verabschiedung

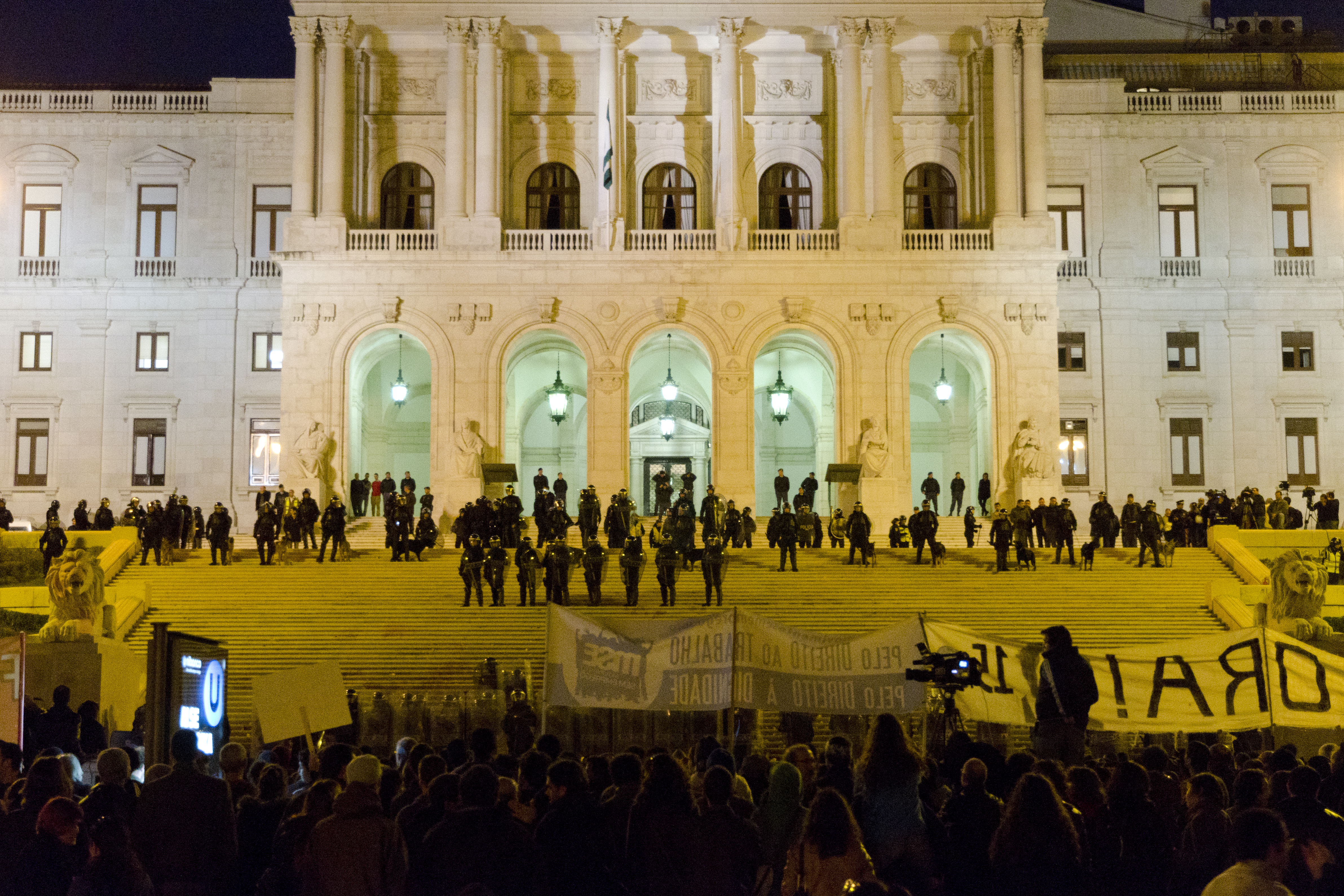
Proteste vor dem Parlament, Generalstreik am 14. November 2012

Die parlamentarische Debatte und die Diskussion in der Öffentlichkeit verliefen anhaltend kontrovers. Neben der PS und des BE engagierte sich vor allem die kommunistische PCP gegen die Pläne, auch in zahlreichen öffentlichen Protesten, von denen sie sich eine Verhinderung des Gesetzes versprach.
Auch nach den vielfachen Einsprüchen und Protesten hielt die Regierung jedoch an ihren Plänen fest. Insbesondere die ANAFRE (Associação Nacional de Freguesias, der Verband der Gemeinden in Portugal) entwickelte eine Vielzahl Initiativen, darunter auch öffentliche Demonstrationen.  Die größte fand am 31. März 2012 in Lissabon statt, und verlief zwischen zwei zentralen Plätzen, vom Praça Marquês de Pombal zum Rossio.
Neben einer Reihe weiterer Sparmaßnahmen war es auch der anhaltende Widerstand gegen den Gesetzentwurf zur Gemeindereform, der zu weiteren Massenprotesten gegen die Regierungspolitik beitrug, bis zu erneuten Generalstreiks am 22. März 2012 und am 14. November 2012, die sich in erster Linie gegen die zahlreichen sozialen Einschnitte richteten. Die Regierung hielt dennoch weiter an ihrer Sparpolitik und der Gebietsreform fest.
In einem Abstimmungsmarathon am 21. Dezember 2012 brachte dann die PCP 250 der 270 Änderungsvorschläge ein, die eine Verhinderung der Gemeindezusammenlegungen anstrebten. Mit Gegenstimmen der Regierungskoalition wurden die von PCP, PS und BE befürworteten Vorschläge sämtlich abgelehnt. Damit wurde die Gesetzesvorlage (orig.: projeto de lei número 320/XII/2ª) durch die Stimmenmehrheit von PSD und CDS gegen die Stimmen der Oppositionsparteien verabschiedet.

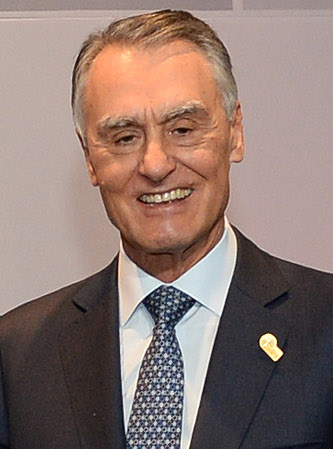
Präsident Cavaco Silva (2014)

Begleitet von einer Demonstration vor dem Präsidentensitz, dem Palácio Nacional de Belém, bat der nationale Gemeindeverband ANAFRE daraufhin am 22. Dezember 2012 den Staatspräsidenten, die Gesetzesvorlage nicht zu unterschreiben, oder alternativ ein Inkrafttreten zu verzögern, um Verbesserungen in der geplanten Umsetzung zu ermöglichen. Die ANAFRE betonte dabei, nicht grundsätzlich gegen eine Gebietsreform, sondern gegen die vorliegenden konkreten Pläne zu ihrer Durchführung zu sein. Der Anteil der vom Gesetz betroffenen Ausgaben betrage zudem nur 0,1 % des Staatshaushaltes. Die Gebietsreform habe daher keine Dringlichkeit und sollte in Anbetracht ihrer weitreichenden Auswirkungen eine freie und offene Debatte unter Einbeziehung der Betroffenen ermöglichen, und nicht unter den aufgedrängten Zwängen des vorliegenden Entwurfs entstehen.

### Verabschiedung und Durchführung
Am 16. Januar 2013 unterzeichnete Präsident Aníbal Cavaco Silva das Gesetz. Er gab das Dokument danach an das Parlament zurück, verbunden mit einigen Anmerkungen, darunter die Mahnung, die Durchführung der Kommunalwahl in Portugal 2013 nicht mit der Umsetzung des Gesetzes zu beeinträchtigen.
Die Neuregelung wurde schließlich am 28. Januar 2013 als Gesetz mit der Nummer 11-A/2013 durch Veröffentlichung im Diário da República, dem Gesetzblatt der Republik Portugal, wirksam. Die konkrete Umsetzung wurde mit Abschluss der Kommunalwahl am 29. September 2013 angesetzt.

### Rezeption und Umsetzung

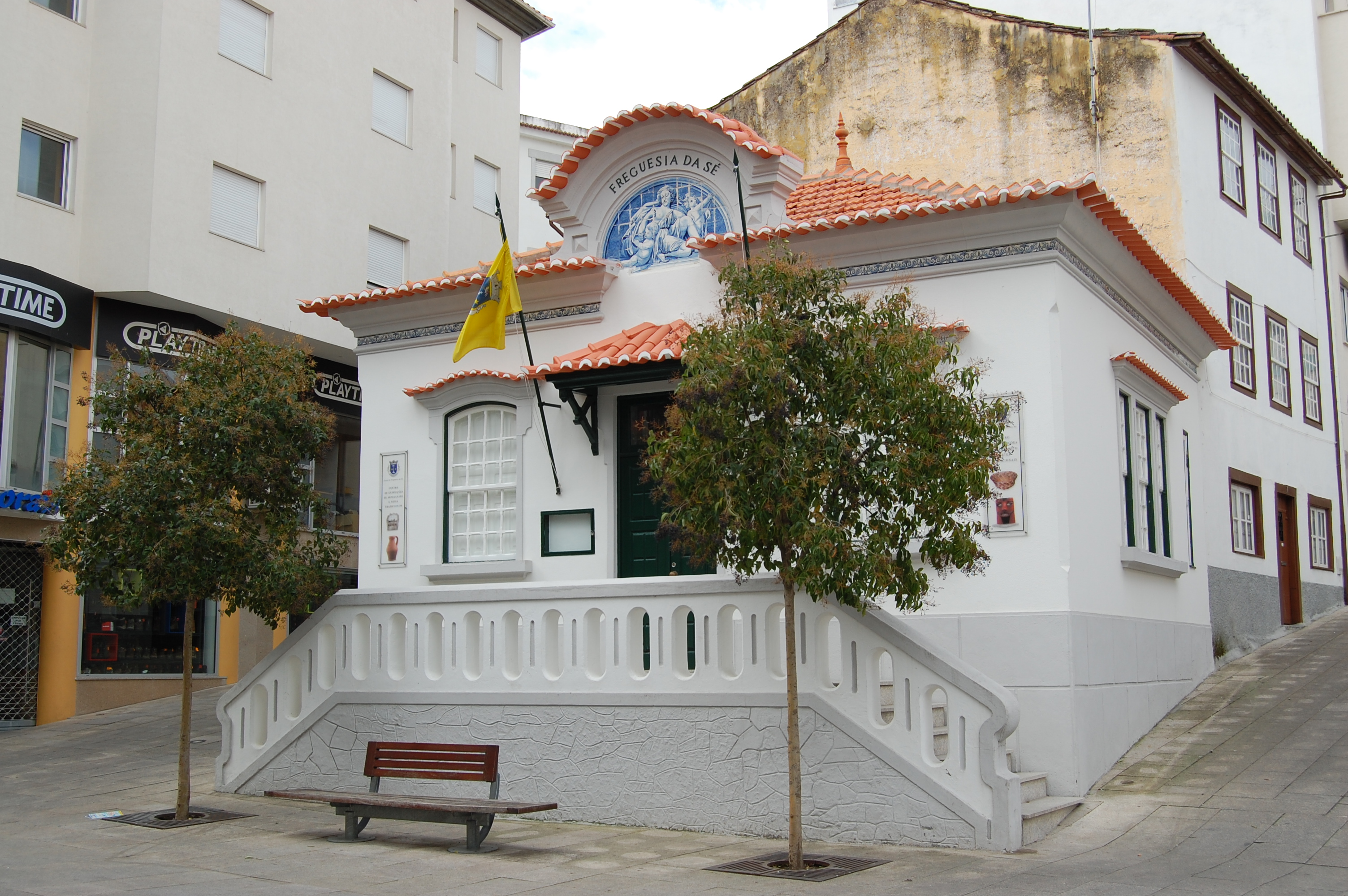
Gemeindeverwaltung der früheren Gemeinde Sé, nun Gemeinde União das Freguesias de Sé, Santa Maria e Meixedo, in der Stadt Bragança

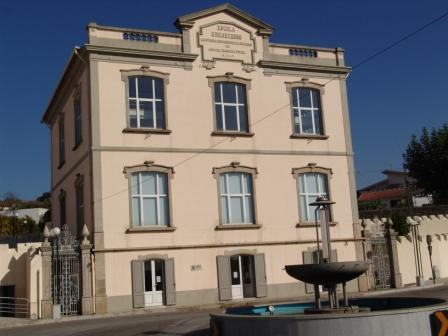
Die Gemeindeverwaltung von Cesar

Die formelle Gültigkeit der Gebietsreform und die Reduzierung der kommunalpolitischen Ämter trat gesetzeskonform ein. Damit war eine weitere der zahlreichen Sparmaßnahmen abgeschlossen, die den portugiesischen Staatshaushalts konsolidieren sollen.
Minister Relvas begrüßte das Gesetz als Fortschritt einer nunmehr effizienteren und bürgerfreundlicheren Verwaltung. Er blieb jedoch in der Kritik und wurde parallel mit einer Reihe Vorwürfen und Skandalen zu seinen akademischen Titeln und verschiedenen Bezügen konfrontiert, die schließlich zu seinem Rücktritt am 4. April 2013 führten.
Von verschiedenen Seiten war zudem die Verfassungsmäßigkeit der Gesetzesvorlage angezweifelt worden, so von der ANAFRE und verschiedenen Kommunalverwaltungen. Die Generalstaatsanwältin Joana Marques Vidal sah jedoch nach abgeschlossener Prüfung des veröffentlichten Dokuments im Juni 2013 keine Veranlassung, eine entsprechende Klärung durch das portugiesische Verfassungsgericht zu beantragen, so dass auch von verfassungsrechtlicher Seite das Gesetz unangetastet blieb.
Mit Abschluss der Kommunalwahl am 29. September 2013 wurde die Gebietsreform offiziell in die Praxis umgesetzt. Vor Ort jedoch wird seither das Gesetz 11-A/2013 von den betroffenen Gemeinden häufig nur de jure angewendet. De facto funktionieren die aufgelösten Gemeindeverwaltungen als Zweigstellen ihrer neuen Gemeinde vielfach weiter. Dies kam zum einen den Protesten des Gemeindeverbands ANAFRE entgegen, zum anderen entsprach es auch dem Geist der Anmerkungen von Staatspräsident Cavaco Silva, in denen er die Bedeutung einer bürgernahen Kommunalen Verwaltung als zentraler Säule der staatlichen Verwaltung hervorhob. Angesichts dieser weitgehend unverändert bestehenden Bürgernähe blieben nach Inkrafttreten des Gesetzes Proteste, etwa wie die Demonstrationen im Vorfeld, aus. Als weiterer Grund dürfte dabei auch die Überlagerung der öffentlichen Wahrnehmung durch andere, unmittelbarere Sparmaßnahmen im Land gelten, vor allem bei Löhnen, Gesundheit, Bildung und Kultur.
Von der Gebietsreform 2013 unbeachtet blieb die im Gesetz 22/2012 als Anreiz formulierte Absicht des Gesetzgebers, zukünftig auch die Kreise (Concelhos) neu zu ordnen, gemäß den insbesondere in Kapitel drei vorgegebenen Kriterien. Die Politik hat das Thema bisher nicht aufgegriffen, konkrete Vorstöße in der Richtung wurden daher nicht bekannt (Stand Dezember 2014).